# Aleksandre Iaszwili
Aleksandre Iaszwili (gruz. ალექსანდრე იაშვილი, ur. 23 października 1977 w Tbilisi) – gruziński piłkarz, występował na pozycji ofensywnego pomocnika lub napastnika.

## Kariera klubowa
Iaszwili urodził się w Tbilisi, a karierę piłkarską rozpoczął w tamtejszym Dinamie Tbilisi. W 1993 roku zadebiutował w jego barwach w pierwszej lidze i stał się jednym z najlepszych jej strzelców. Już w 1994] roku został mistrzem Gruzji z Dinamem, a także sięgnął po Puchar Gruzji. Dublet na rodzimych boiskach wywalczył także w [1995, 1996 i 1997 roku. W trakcie sezonu 1996/1997 trafił do niemieckiego drugoligowca, VfB Lübeck, ale zdobył dla niego tylko 3 gole i latem 1997 wrócił do Dinama, w którym grał jeszcze przez miesiąc.
Następnie Iaszwili ponownie wyjechał do Niemiec i został zawodnikiem SC Freiburg. 19 października 1997 roku zadebiutował w drugiej lidze w przegranym 0:1 domowym meczu z SpVgg Greuther Fürth w 46. minucie zmieniając Uwe Wassmera. W 1998 roku awansował z Freiburgiem do pierwszej ligi, jednak z powodu kontuzji opuścił większą część sezonu. Od 2000 roku ponownie był podstawowym zawodnikiem Freiburga, z którym w 2002 roku spadł do drugiej ligi. Pobyt na zapleczu Bundesligi trwał rok i już w sezonie 2003/2004 Iaszwili ponownie grał w niemieckiej ekstraklasie. Z kolei w latach 2005–2007 znów występował na boiskach 2. Bundesligi. We Freiburgu rozegrał łącznie 256 meczów i zdobył 51 bramek.
Latem 2007 Iaszwili przeszedł do Karlsruher SC i został przesunięty przez trenera Edmunda Beckera do linii pomocy. W Karlsruhe swoje pierwsze spotkanie zaliczył 12 sierpnia 2007 roku przeciwko 1. FC Nürnberg (2:0). W całym sezonie 2007/2008 nie zdobył gola, ale pomógł KSC w utrzymaniu w lidze. W 2009 roku spadł z zespołem do 2. Bundesligi. Graczem Karlsruher był jeszcze przez trzy lata.
W 2012 roku Iaszwili odszedł do innego drugoligowca, VfL Bochum. W sezonie 2013/2014 grał w azerskim İnterze Baku, a w sezonie 2014/2015 w SK Samtredia. W 2015 wrócił do Dinama Tbilisi, w którym zakończył karierę piłkarską.
| Sezon   | Klub           | Kraj        | Rozgrywki             | Mecze | Bramki |
| ------- | -------------- | ----------- | --------------------- | ----- | ------ |
| 1993/94 | Dinamo Tbilisi | Gruzja      | Umaglesi Liga         | 28    | 19     |
| 1994/95 | Dinamo Tbilisi | Gruzja      | Umaglesi Liga         | 24    | 24     |
| 1995/96 | Dinamo Tbilisi | Gruzja      | Umaglesi Liga         | 25    | 26     |
| 1996/97 | Dinamo Tbilisi | Gruzja      | Umaglesi Liga         | 8     | 9      |
| 1996/97 | VfB Lübeck     | Niemcy      | 2. Fußball-Bundesliga | 15    | 3      |
| 1997/98 | Dinamo Tbilisi | Gruzja      | Umaglesi Liga         | 4     | 6      |
| 1997/98 | SC Freiburg    | Niemcy      | 2. Fußball-Bundesliga | 24    | 4      |
| 1998/99 | SC Freiburg    | Niemcy      | Bundesliga            | 11    | 6      |
| 1999/00 | SC Freiburg    | Niemcy      | Bundesliga            | 22    | 1      |
| 2000/01 | SC Freiburg    | Niemcy      | Bundesliga            | 26    | 4      |
| 2001/02 | SC Freiburg    | Niemcy      | Bundesliga            | 29    | 5      |
| 2002/03 | SC Freiburg    | Niemcy      | 2. Fußball-Bundesliga | 25    | 4      |
| 2003/04 | SC Freiburg    | Niemcy      | Bundesliga            | 30    | 9      |
| 2004/05 | SC Freiburg    | Niemcy      | Bundesliga            | 29    | 4      |
| 2005/06 | SC Freiburg    | Niemcy      | 2. Fußball-Bundesliga | 27    | 4      |
| 2006/07 | SC Freiburg    | Niemcy      | 2. Fußball-Bundesliga | 32    | 10     |
| 2007/08 | Karlsruher SC  | Niemcy      | Bundesliga            | 28    | 0      |
| 2008/09 | Karlsruher SC  | Niemcy      | Bundesliga            | 23    | 3      |
| 2009/10 | Karlsruher SC  | Niemcy      | 2. Fußball-Bundesliga | 27    | 6      |
| 2010/11 | Karlsruher SC  | Niemcy      | 2. Fußball-Bundesliga | 31    | 7      |
| 2011/12 | Karlsruher SC  | Niemcy      | 2. Fußball-Bundesliga | 32    | 8      |
| 2012/13 | VfL Bochum     | Niemcy      | 2. Fußball-Bundesliga | 28    | 0      |
| 2013/14 | İnter Baku     | Azerbejdżan | Premyer Liqa          | 33    | 5      |
| 2014/15 | SK Samtredia   | Gruzja      | Umaglesi Liga         | 10    | 2      |
| 2015/16 | Dinamo Tbilisi | Gruzja      | Umaglesi Liga         | 24    | 5      |

## Kariera reprezentacyjna
W reprezentacji Gruzji Iaszwili zadebiutował 5 grudnia 1996 roku w przegranym 2:4 towarzyskim meczu z Libanem. Od czasu debiutu stał się podstawowym zawodnikiem kadry narodowej i ma za sobą występy w eliminacjach do mistrzostw świata i Europy.